# ماتثياس ماير
ماتثياس ماير (مواليد 9 يونيو 1990) هو لاعب تزلج على المنحدرات الثلجية نمساوي فاز ب3 ميداليات ذهبية في الأولمبياد الشتوية.

## وصلات خارجية
- ماتثياس ماير على موقع الاتحاد الدولي للتزلج (التزلج على المنحدرات الثلجية) (الإنجليزية)
- ماتثياس ماير على موقع اللجنة الأولمبية الدولية (الإنجليزية)
- ماتثياس ماير على موقع أوليمبيديا (الإنجليزية)